# Nicolás Levalle
Nicolás Levalle, nacido como Nicola Levaggi, (Cicagna, Chiavari, Italia, 6 de diciembre de 1840 - Buenos Aires, 28 de enero de 1902) fue un militar ítalo-argentino con amplia actuación en las guerras civiles argentinas, la guerra del Paraguay y la Conquista del Desierto, alcanzando el grado de teniente general.
En el Paraguay fue segundo jefe de batallón y fue herido dos veces. En la campaña de 1879 estuvo como comandante de la segunda división. Ascendido a coronel mayor (general), ocupó el cargo de jefe del Estado Mayor General del Ejército entre 1886 y 1890, desempeñando de forma interina como ministro de ministro de Guerra y Marina bajo la presidencia de Miguel Juárez Celman.
Fue uno de los comandantes de las tropas que vencieron en la Revolución del Parque. Así, ocupó el cargo de ministro de Guerra y Marina con Miguel Juárez Celman, Carlos Pellegrini y José Evaristo Uriburu. En 1881 fundó el Club Militar, actual Círculo Militar, y mantuvo una estrecha y leal relación con Julio Argentino Roca.

## Infancia y juventud
Nicola Levaggi nació el 6 de diciembre de 1840 en Cicagna, provincia de Génova, Reino de Cerdeña; era hijo de padres italianos, Lorenzo Levaggi y Benedicta Daneri. Llegó a la Argentina junto a sus padres, en 1842, radicándose en Buenos Aires; al arribar al país, los oficiales de la aduana castellanizaron su nombre, transformándolo en Nicolás Levalle. El 10 de octubre de 1857, ingresó como asistente en la Academia Militar; dos años más tarde, en 1859, se encontraba en la 2.º Compañía del 1.er Escuadrón del Regimiento de Artillería Ligera, actuando también como asistente.

## Trayectoria militar
Participó en la batalla de Cepeda (1859) y en la batalla de Pavón a órdenes del coronel Benito Nazar. Durante algunos años prestó servicios en la frontera con el indígena, en el norte de la provincia de Buenos Aires.
En la Guerra de la Triple Alianza contra el Paraguay luchó en las batallas de Uruguaiana, Pehuajó, Yatay, Estero Bellaco, Boquerón (en que fue seriamente herido), Curupaytí y Lomas Valentinas. En todas estas batallas tuvo un desempeño brillante, y fue ascendido a teniente coronel. En la campaña de Piquisirí, peleó en Humaitá, Itá Ibaté, Angostura y Piribebuy; fue herido nuevamente de gravedad.
Era increíblemente valiente y resistente lo que era aún más notorio por su baja estatura, de modo que fue considerado uno de los más valiosos jefes de infantería.
Participó en la primera campaña de represión de las montoneras entrerrianas de Ricardo López Jordán. En 1873 dirigió la segunda campaña, logrando dos valiosos triunfos en Alcaraz y Don Gonzalo. En esta última batalla, en que el caudillo fue vencido definitivamente, Levalle quedó herido de gravedad. En 1874 participó en la represión de la revolución unitaria de Mitre. El 2 de diciembre de 1874 fue ascendido a coronel.
Se hizo cargo de posiciones en la frontera con los indígenas, y peleó contra los caciques Calfucurá y su hijo Manuel Namuncurá. Fue comandante de la frontera de la provincia de Buenos Aires, y dirigió la campaña del ministro Adolfo Alsina al sudoeste de la provincia. Fundó las ciudades de Carhué y Guaminí.
Fue el propietario de la casa donde se instaló el primer telégrafo de la ciudad de Olavarría, en 1876. A dicho logro, en cuestión de días, siguieron idénticas intervenciones en las localidades de Carhué (fundada por él)  y Guaminí.

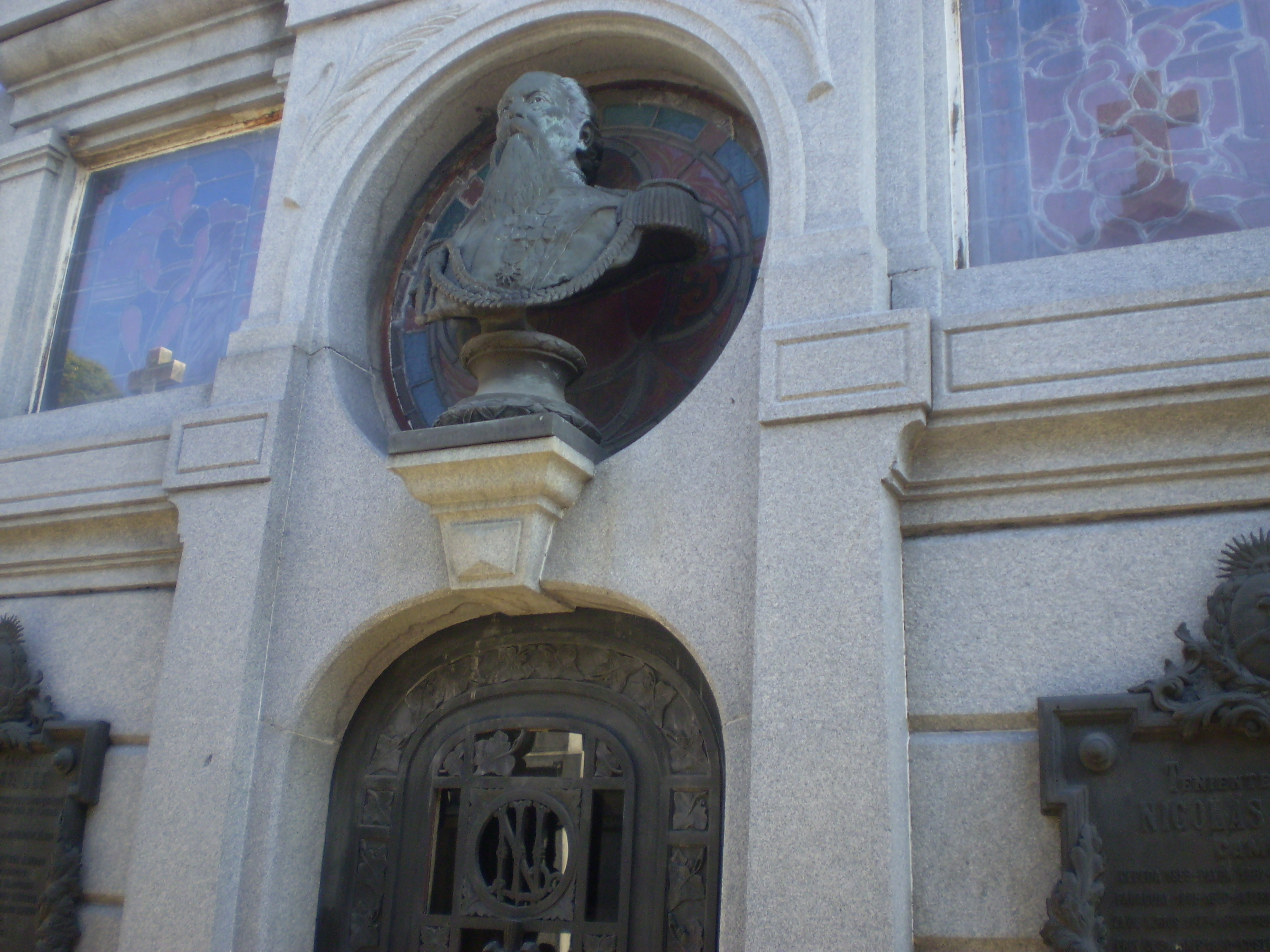
Detalle de la tumba de Nicolás Levalle, cementerio de la Recoleta, Buenos Aires.

A órdenes del ministro Julio Argentino Roca hizo también la Conquista del Desierto en 1879, como jefe de una de las columnas principales de avance contra los indígenas. En 1879, durante la Conquista del Desierto ordenó profanar la tumba del cacique Calfucurá: los restos del cacique fueron desenterrados y transportados al Museo de Ciencias Naturales de La Plata a finales del siglo XIX, como trofeo para ser exhibido.
En 1880 peleó contra la revolución porteñista de Carlos Tejedor y fue ascendido a coronel mayor (general) por su acción en la batalla de los Corrales Viejos, que fue un empate, pero resultó muy valioso para los nacionales. El 6 de noviembre de 1882 fue ascendido a general de división.
Fue nombrado Ministro de Guerra y Marina del presidente Miguel Juárez Celman durante un año, y ocupó el cargo de jefe del Estado Mayor General del Ejército desde 1886 hasta 1890. Fundó el Círculo Militar y comandó las tropas leales que vencieron a los rebeldes en la Revolución del Parque de 1890, aunque esta puso fin al gobierno de Juárez Celman. Volvió a ser ministro de Guerra y Marina con Carlos Pellegrini y después, durante un año, ministro de Guerra del presidente y general Julio Argentino Roca, con quien durante años mantuvo una estrecha y leal relación. El 27 de julio de 1890 fue ascendido a teniente general.
Pasó sus últimos años sufriendo una grave enfermedad. Para intentar curarse viajó a París, pero al enterarse de que no tenía solución, decidió regresar para morir en su país adoptivo. No lo logró: murió el 28 de enero de 1902, a bordo del barco que lo traía de regreso, ya cerca de Buenos Aires. Sus restos descansan en el cementerio de la Recoleta.

## Homenajes
En su homenaje la ciudad de General Levalle y la estación General Levalle, en provincia de Córdoba, adoptaron su nombre en 1903. Igual nombre adoptó la X Brigada Mecanizada del Ejército Argentino creada en 1964. La ciudad de Carhué levantó un monumento ecuestre en plaza de la ciudad (que también porta su nombre), inaugurado en 1978.